# Carcharhinus tjutjot
Carcharhinus tjutjot ist eine Haiart aus der Familie der Requiemhaie (Carcharhinidae). Sie kommt im Südchinesischen Meer zwischen Taiwan und Indonesien vor und lebt von der Küste bis in Tiefen von weniger als 100 Metern. Die Art wurde nach einem indonesischen Wort für Hai benannt.

## Aussehen und Merkmale
Carcharhinus tjutjot ist ein kleiner Hai und wird maximal 87 bis 88 cm lang. Er hat eine relativ lange, zugespitzte Schnauze. Die Zähne im vorderen Oberkiefer besitzen neben der Hauptspitze einen grob gezackten klingenartigen Teil. Die unteren Frontzähne sind schmaler und stehen leicht schräg. Ihre Seitenränder sind eingekerbt und fein gesägt. Insgesamt finden sich 26 bis 28 Zähne in einer Zahnreihe im Ober- und 24 bis 30 Zähne in einer Zahnreihe im Unterkiefer. Ein Interdorsalkamm mit mäßig bis starken Grat ist vorhanden. Die erste Rückenflosse ist relativ lang und nicht sichelförmig. Sie beginnt über der Mitte des inneren Randes der Brustflossen. Ihre Höhe beträgt das 1,4- bis 2fache ihrer Länge. Die zweite Rückenflosse ist sehr viel kleiner, dreieckig mit breiter Basis und liegt der sichelförmigen Afterflosse symmetrisch gegenüber. Die Höhe der zweiten Rückenflosse beträgt 29 bis 37 % der Höhe der ersten Rückenflosse. Die Höhe der leicht sichelförmigen Afterflosse erreicht das 0,9- bis 1,3fache der Höhe der zweiten Rückenflosse. Carcharhinus tjutjot ist auf der Rückenseite hellbraun und auf der Bauchseite weißlich gefärbt. Auf der zweiten Rückenflosse findet sich ein schwarzer Fleck auf dem oberen Drittel der Flosse. Die übrigen Flossen sind einfarbig. Die Anzahl der Wirbel liegt bei 113 bis 129. Spritzlöcher fehlen.

## Systematik
Der Hai wurde 1939 durch den niederländischen Ichthyologen Pieter Bleeker unter dem Namen Prionodon tjutjot beschrieben, 1982 aber durch Garrick mit dem Weißwangenhai (Carcharhinus dussumieri) synonymisiert. 2012 revalidiert William T. White die Art, nachdem er mehrere Exemplare von C. tjutjot und C. dussumieri untersucht und miteinander verglichen hatte. Innerhalb der Gattung Carcharhinus gehört C. tjutjot zur C. sealei-C. dussumieri-Gruppe, kleine indopazifische Haie, die alle eine ähnliche Bezahnung besitzen, eine ähnliche Flossen- und Schnauzenform und immer einen dunklen Fleck auf der zweiten Rückenflosse haben, während alle anderen Flossen einfarbig sind.